# Portales de Quinto
Los Portales de Quinto (Zaragoza, España) son tres construcciones cuya misión original era dar acceso a la localidad. Careciente de una muralla en sí, el cerramiento del núcleo se realizaba a través de fuertes muros y tapias que protegían los huertos y corrales traseros de las casas. Por el contrario, también impedían el paso a los transeúntes cuando el concejo ordenaba cerrarlas, obligando a los viajeros a rodear el casco urbano por el norte, por lo que hoy es la travesía de la N-232 (carretera de Castellón).
Si bien el origen defensivo de estas puertas es de origen medieval, con el paso de los siglos han sufrido diversas transformaciones. Las construcciones actuales son de los siglos XVII y XVIII, y fueron restauradas en su totalidad en el año 2010.

## Portal de San Roque

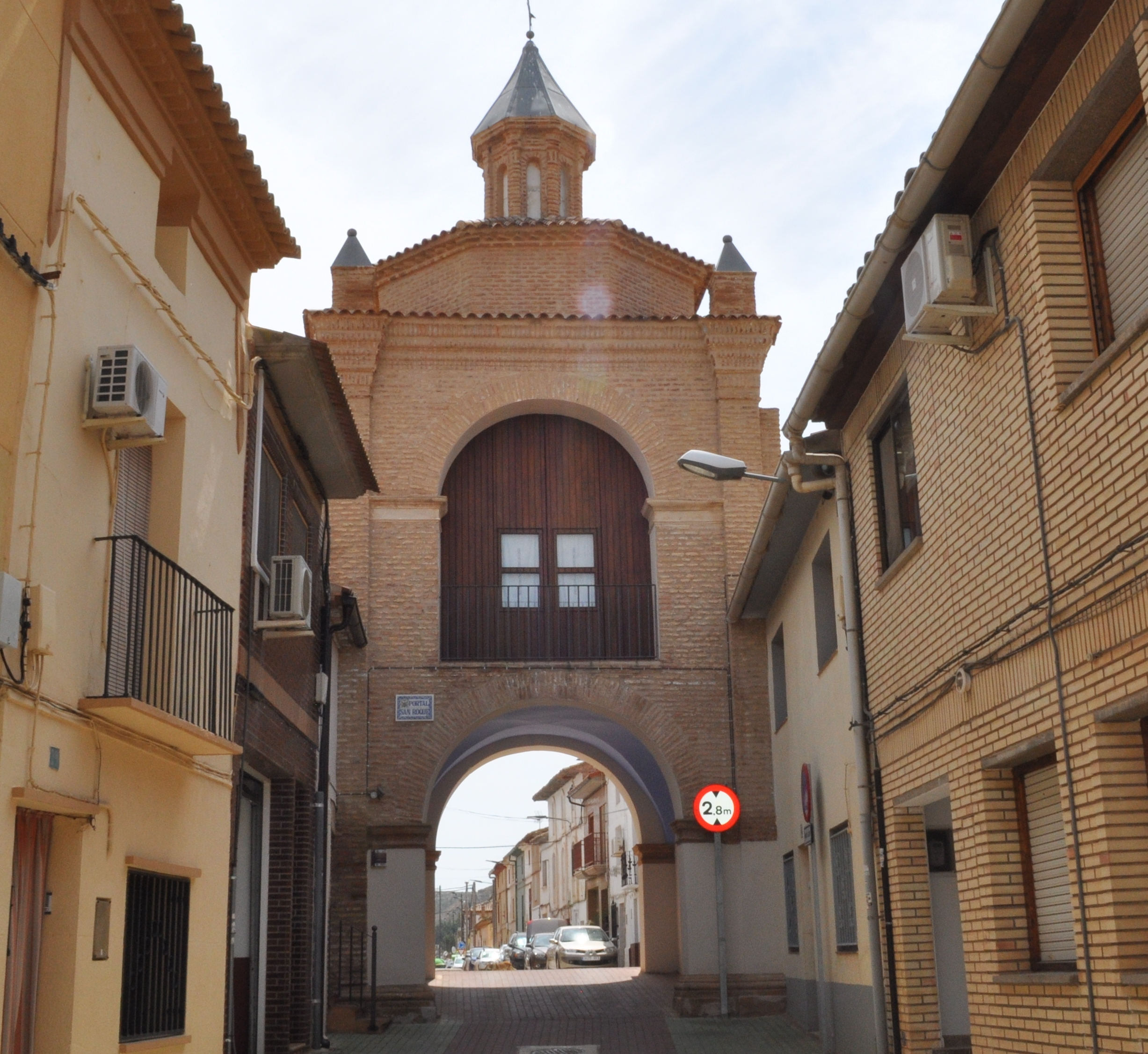
Portal de San Roque

El Camino Real de Zaragoza a Alcañiz atraviesa Quinto de oeste a este, abandonando la localidad en dirección al Bajo Aragón a través de este portal.
El paso inferior se realiza a través de 2 arcos de medio punto. La fachada interior se abre a la calle a través de un gran balcón de medio punto, con dos grandes puertas de madera que esconden la capilla, que queda cubierta por una cúpula y una linterna octogonal, con alabastro cerrando los vanos.
En el muro exterior encontramos un gran reloj de sol, con la frase latina “DIES MEI SICUT UMBRA” (mis días son como una sombra que pasa), copia del original de 1776 que se desprendió en los trabajos de restauración. Debajo de este hay una pequeña hornacina con la imagen de san Roque.

## Portal de San Antón

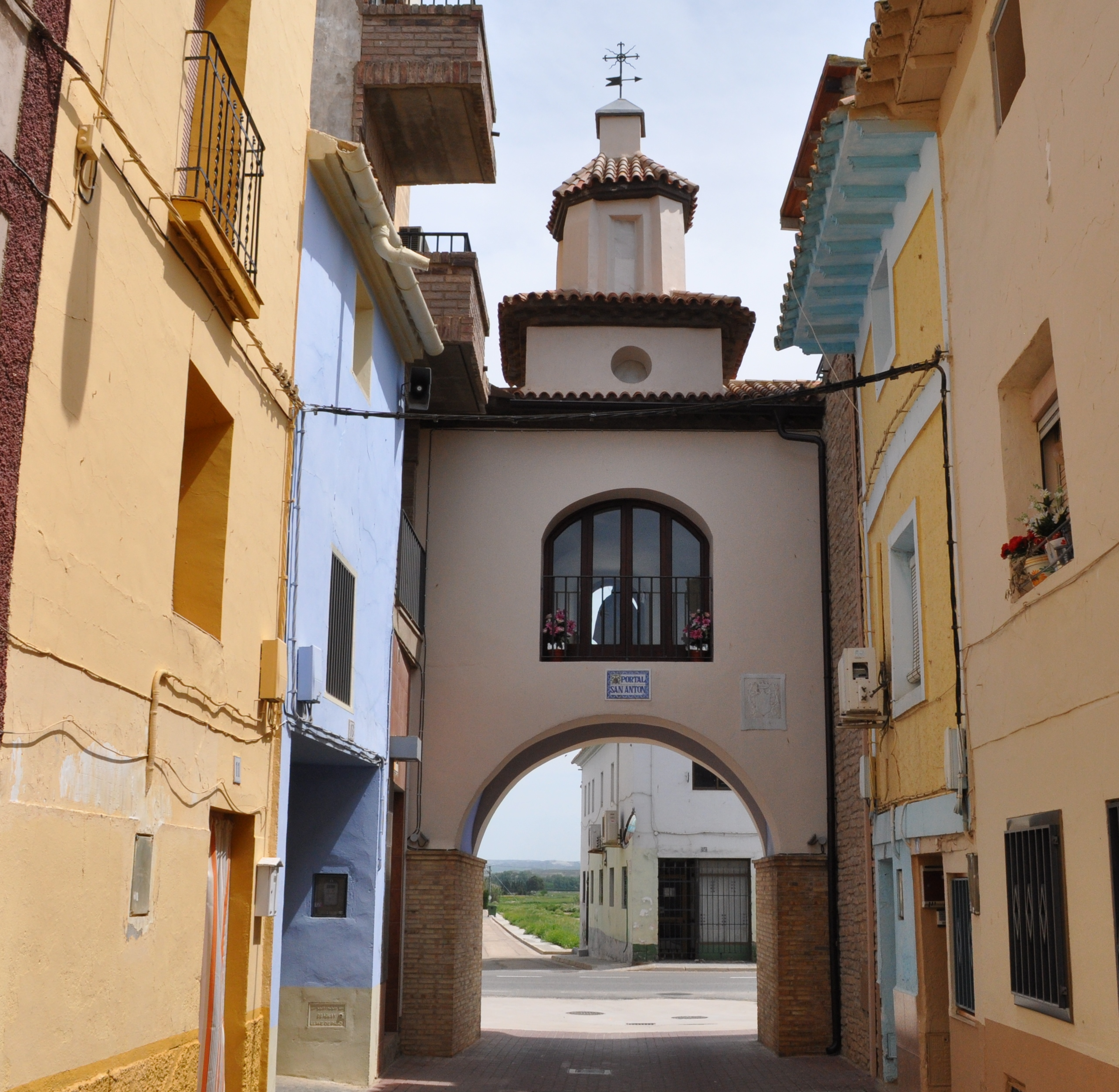
Portal de San Antón

Este portal es el más pequeño de los tres, y el que muestra una carácter más popular. Construido en ladrillo encalado, la calle atraviesa el cuerpo inferior a través de un arco de medio punto, comunicando la villa con la huerta y el Ebro. En el segundo cuerpo se encuentra la capilla, que se abre al interior a través de un balcón, y hacia el exterior a través de un voladizo con una ventana que muestra a san Antón.
El conjunto se remata con un volumen cuadrado más pequeño, y una linterna, también cuadrada, cerrada con alabastro.

## Portal de San Miguel

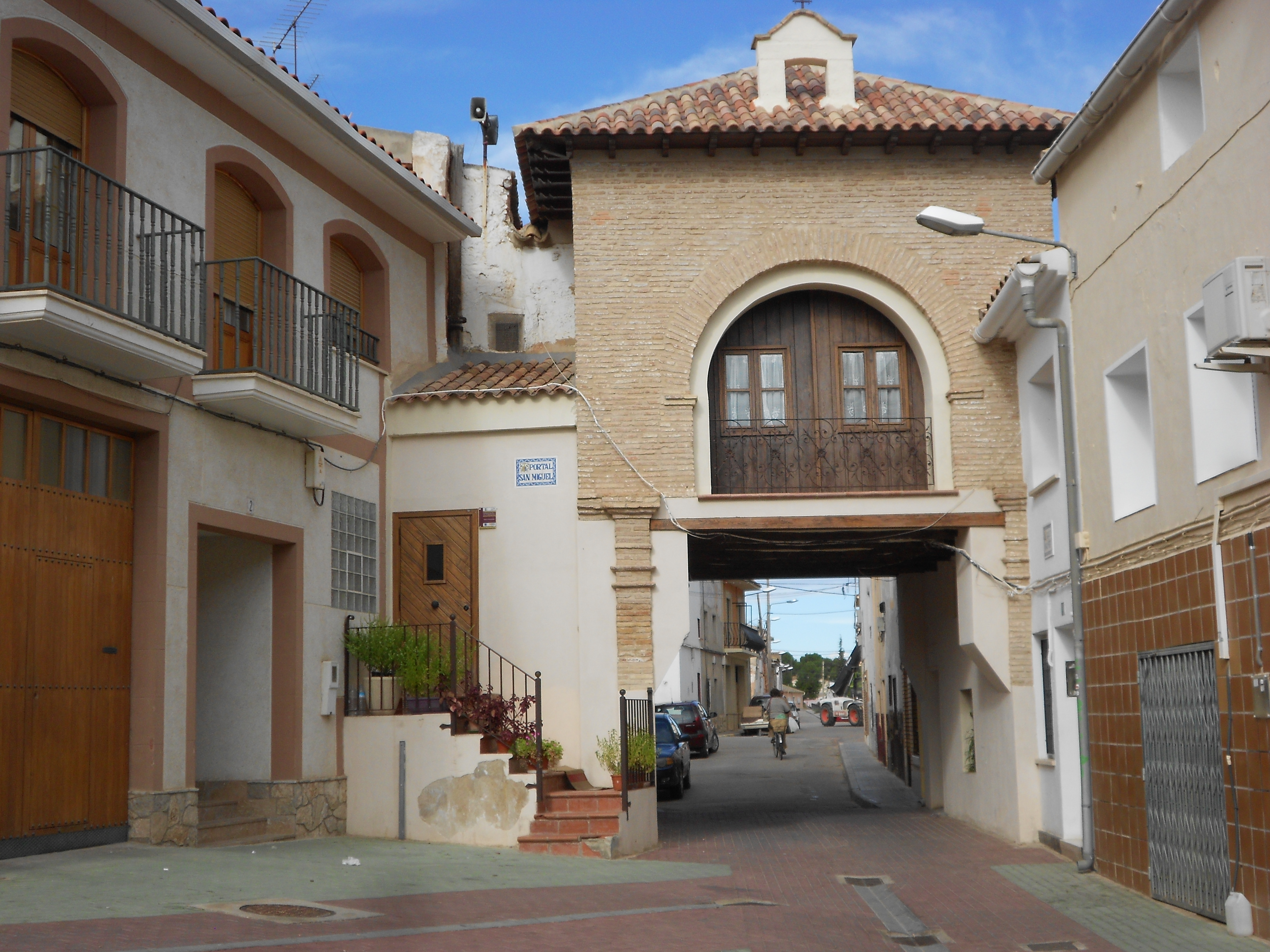
Portal de San Miguel

Este portal, quizás el más antiguo, era el que daba acceso desde Zaragoza, a través de un paso de techo plano con vigas tradicionales de madera. El cuerpo principal, donde está la capilla, presenta un gran balcón en arco de medio punto, cerrado por dos portalones de madera. En el lado exterior muestra una pequeña hornacina con la imagen de san MIguel.
A diferencia de los otros dos, este portal tiene la fachada interior de ladrillo, pero la exterior es de piedra, y presenta un tejado a 4 vertientes, que se remata por una pequeña espadaña que mira hacia el interior de la localidad.